# Трагопан плямистий
Трагопан плямистий (Tragopan caboti) — вид куроподібних птахів родини фазанових (Phasianidae). Ендемік Китаю. Названий на честь американського орнітолога Семюела Кебота III (1815—1885).

## Поширення
Трагопан плямистий є ендеміком південно-східного Китаю, де він відомий у багатьох широко розкиданих місцевостях у гірських хребтах провінцій Чжецзян, Фуцзянь, Цзянсі, Хунань, Гуансі та Гуандун. Мешкає в субтропічних, вічнозелених широколистяних і змішаних листяно-хвойних лісах на висоті 600—1800 м, а також на відкритих ділянках над межею дерев. Його поширення тісно пов'язане з деревом Daphniphyllum macropodum, яке часто використовують для ночівлі, а його листя та плоди є важливим джерелом їжі.
Дослідження в 1985—1986 роках оцінили приблизно 4000 особин в центрі ареалу в провінціях Гуандун, Фуцзянь, Чжецзян і Гуансі, а національне дослідження дикої природи Китаю (1995—2000) оцінило популяцію в 9300 особин. Однак він може налічувати до 5000 статевозрілих особин.

## Підвиди
- T. c. caboti (Gould, 1857) — південний схід Китаю
- T. c. guangxiensis Cheng T. & Wu M., 1979 — Гуансі

## Опис
Довжина самця приблизно 61 см, вага приблизно 1,4 кг; розмір самиці приблизно 50 см і вага приблизно 0,9 кг. Має чорну голову з жовто-помаранчевим карункулом навколо ока. Помітний червоно-помаранчевий гребінь на потилиці складається над шиєю. Нижні частини мають рівномірний світло-коричневий колір, тоді як верхні рудувато-коричневі з плямами червоно-коричневого кольору. Лапи світло-рожеві. Підвид T. c. guangxiensis відрізняється від номінальної форми більш коричневими верхніми частинами та білими плямами трикутної форми на крупі. Нижні частини, однак, сіро-коричневі з великими білими плямами.

## Спосіб життя
Вид всеїдний і харчується майже виключно в лісах, у яких він живе, поїдаючи папороті, коріння, трав'янисті рослини, фрукти та листя дерев. Це переважно вегетаріанець, але іноді, особливо в період розмноження, він також споживає дрібних тварин.
Період розмноження триває з березня по червень і починається з видовищного шлюбного токування самців. Зазвичай гніздо розташоване на дереві, але інколи повідомлялося про наявність гнізд на землі. Гніздо — проста споруда у формі кулі — розташоване всередині порожнини великого стовбура або біля основи горизонтальної гілки. Кожна кладка складається з 2—6 яєць, інкубація яких, прерогатива лише самиці, триває приблизно 28 днів. Після вилуплення самиця і пташенята три дні залишаються в гнізді без годування. Згодом самиця злітає на землю, супроводжуючи своїх дитинчат, і веде їх до своїх кормових територій, залишаючись з ними протягом усієї зими.